# Bågø
Bågø, är en 6,23 km² stor ö med 29 invånare (1/1 2020) i Lilla Bält.
Ön är en utpräglad lantbruksö, cirka hälften av ytan är odlad. Den är också känd för sin fina badstrand nära hamnen och för de fina möjligheterna till strandfiske, framförallt på den västra delen.
Öns högsta punkt är 8 meter över havet, men utsikten över Lilla Bält är ändå fin. Ön har stora ängsarealer och två stora insjöar. Fågellivet är rikt och består bland annat av grågås, gråhäger och ormvråk. Det finns även stora bestånd av hare och fasan, som jagas årligen.